# Polypodium interjectum
Polypode intermédiaire
Espèce
Le Polypode intermédiaire (Polypodium interjectum) est une fougère de la famille des Polypodiaceae.

## Description
Ce polypode se distingue de son cousin le Polypodium vulgare par ses pennes plus larges et relativement pointues, ainsi que ses sores plus ou moins elliptiques.

## Répartition géographique
Espèce cosmopolite , elle est notamment présente en Europe de l'Ouest.

## Confusions possibles
L'identification certaine nécessite l'observation avec une forte loupe des paraphyses entre les sporanges (elles n'existent que chez Polypodium cambricum) et des spores (plus petits chez Polypodium vulgare).
P. interjectum est une espèce allohexaploïde qui s'est formée par l'association des génomes de P. cambricum diploïde et P. vulgare allotétraploïde (formé à partir de deux espèces américaines). Les difficultés de détermination et la fréquence des hybrides expliquent que ces plantes sont parfois traitées comme trois sous-espèces de P. vulgare.